# Soulside Journey
A Soulside Journey a norvég Darkthrone zenekar első nagylemeze, ami 1991 januárjában jelent meg a Peaceville Records kiadó által. Ez a zenekar egyetlen death metal stílusú nagylemeze, kiadása után az együttes a norvég black metal mozgalom fontos részévé vált.
Az album 2003-ban a Peaceville Records által újra lett maszterelve és újra ki lett adva egy digipak változatban. Az első része egy négy részes videóinterjú.

## Számlista
| 1.    | Cromlech                       | 4:11 |
| 2.    | Sunrise over Locus Mortis      | 3:31 |
| 3.    | Soulside Journey               | 4:36 |
| 4.    | Accumulation of Generalization | 3:17 |
| 5.    | Neptune Towers                 | 3:15 |
| 6.    | Sempiternal Sepulchrality      | 3:32 |
| 7.    | Grave with a View              | 3:27 |
| 8.    | Iconoclasm Sweeps Cappadocia   | 4:00 |
| 9.    | Nor the Silent Whispers        | 3:18 |
| 10.   | The Watchtower                 | 4:58 |
| 11.   | Eon                            | 3:39 |
| 41:44 |                                |      |

## Közreműködők
- Hank Amarillo (Fenriz/Gylve Nagell) – dobok
- Ted Skjellum (Nocturno Culto) – szólógitár, ének
- Dag Nilsen – basszusgitár
- Ivar Enger (Zephyrous) – ritmusgitár